# Södra Sandby
Södra Sandby uttal (fil) är en tätort i Lunds kommun i Skåne län, belägen öster om Lund. Orten är även kyrkby i Södra Sandby socken med Södra Sandby kyrka och med en mindre del i Hardeberga socken.
Södra Sandby är med 6 552 invånare (2019) den tredje största tätorten i Lunds kommun.

## Historik
Lund-Revinge Järnväg (LReJ) gick genom Södra Sandby. En station anlades i samband med banans byggande 1906. Banan lades ned på 1960-talet och spåret omvandlades till cykelstråket Hardebergaspåret, uppkallad efter de stentransporter som gick på denna bana från Hardeberga stenbrott.

### Befolkningsutveckling
| Befolkningsutvecklingen i Södra Sandby 1960–2020 | Befolkningsutvecklingen i Södra Sandby 1960–2020 | Befolkningsutvecklingen i Södra Sandby 1960–2020 | Befolkningsutvecklingen i Södra Sandby 1960–2020 | Befolkningsutvecklingen i Södra Sandby 1960–2020 |
| ------------------------------------------------ | ------------------------------------------------ | ------------------------------------------------ | ------------------------------------------------ | ------------------------------------------------ |
|                                                  |                                                  |                                                  |                                                  |                                                  |
| År                                               |                                                  |                                                  | Folkmängd                                        | Areal (ha)                                       |
| 1960                                             | 1960                                             |                                                  | 978                                              |                                                  |
| 1965                                             | 1965                                             |                                                  | 1 592                                            |                                                  |
| 1970                                             | 1970                                             |                                                  | 2 549                                            |                                                  |
| 1975                                             | 1975                                             |                                                  | 4 099                                            |                                                  |
| 1980                                             | 1980                                             |                                                  | 5 035                                            |                                                  |
| 1990                                             | 1990                                             |                                                  | 5 512                                            | 307                                              |
| 1995                                             | 1995                                             |                                                  | 5 597                                            | 322                                              |
| 2000                                             | 2000                                             |                                                  | 5 586                                            | 333                                              |
| 2005                                             | 2005                                             |                                                  | 5 941                                            | 350                                              |
| 2010                                             | 2010                                             |                                                  | 6 136                                            | 363                                              |
| 2015                                             | 2015                                             |                                                  | 6 306                                            | 435                                              |
| 2020                                             | 2020                                             |                                                  | 6 573                                            | 451                                              |
|                                                  |                                                  |                                                  |                                                  |                                                  |

## Samhället
Bebyggelsen på orten utgörs i huvudsak av villaområden. 

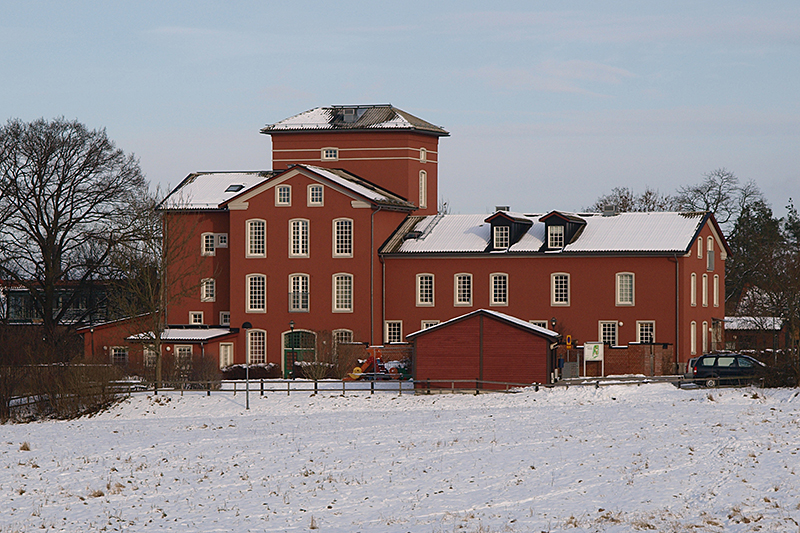
Bränneriet sett från Sandbymöllan.

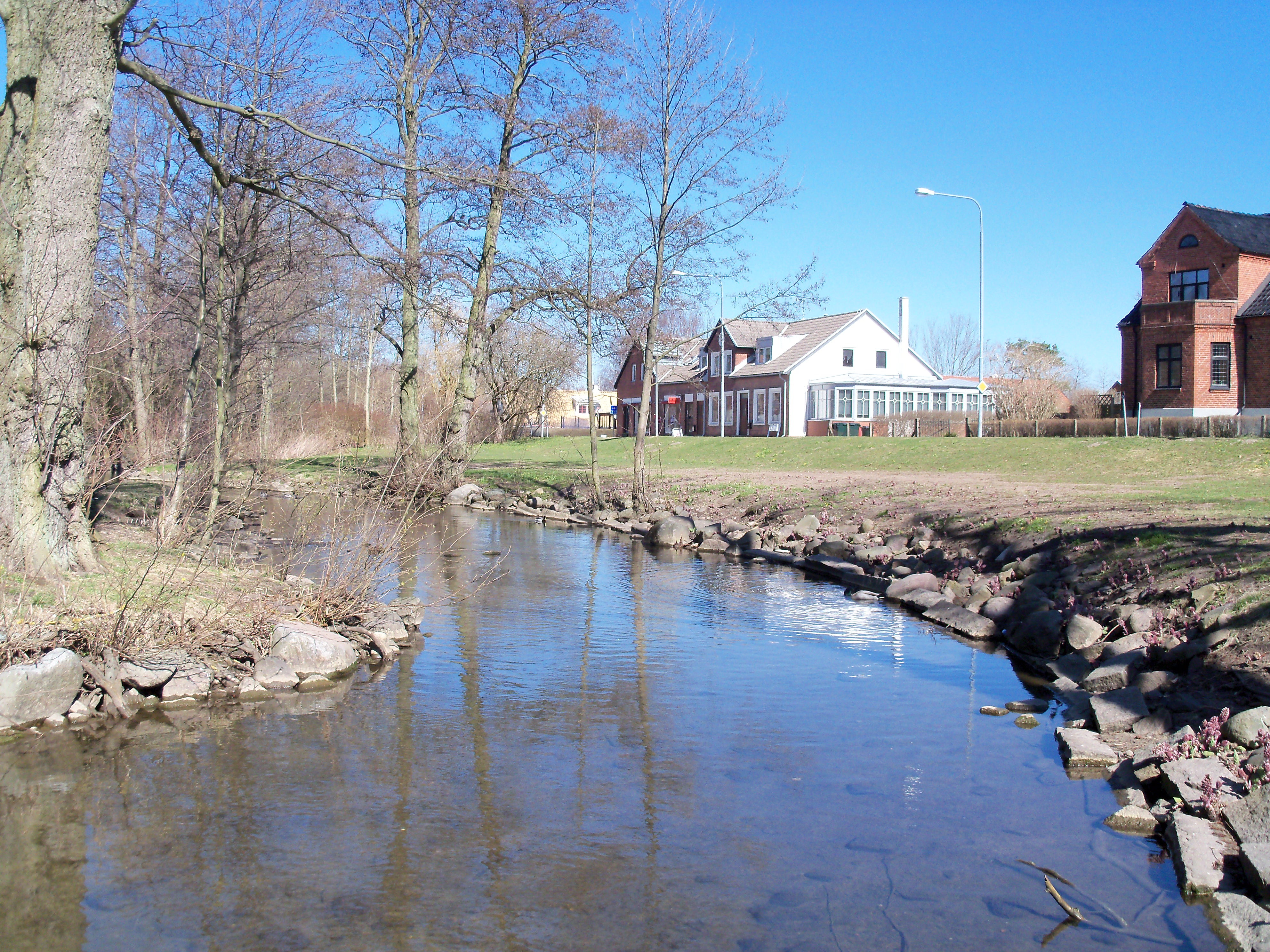
Sularpsbäcken.

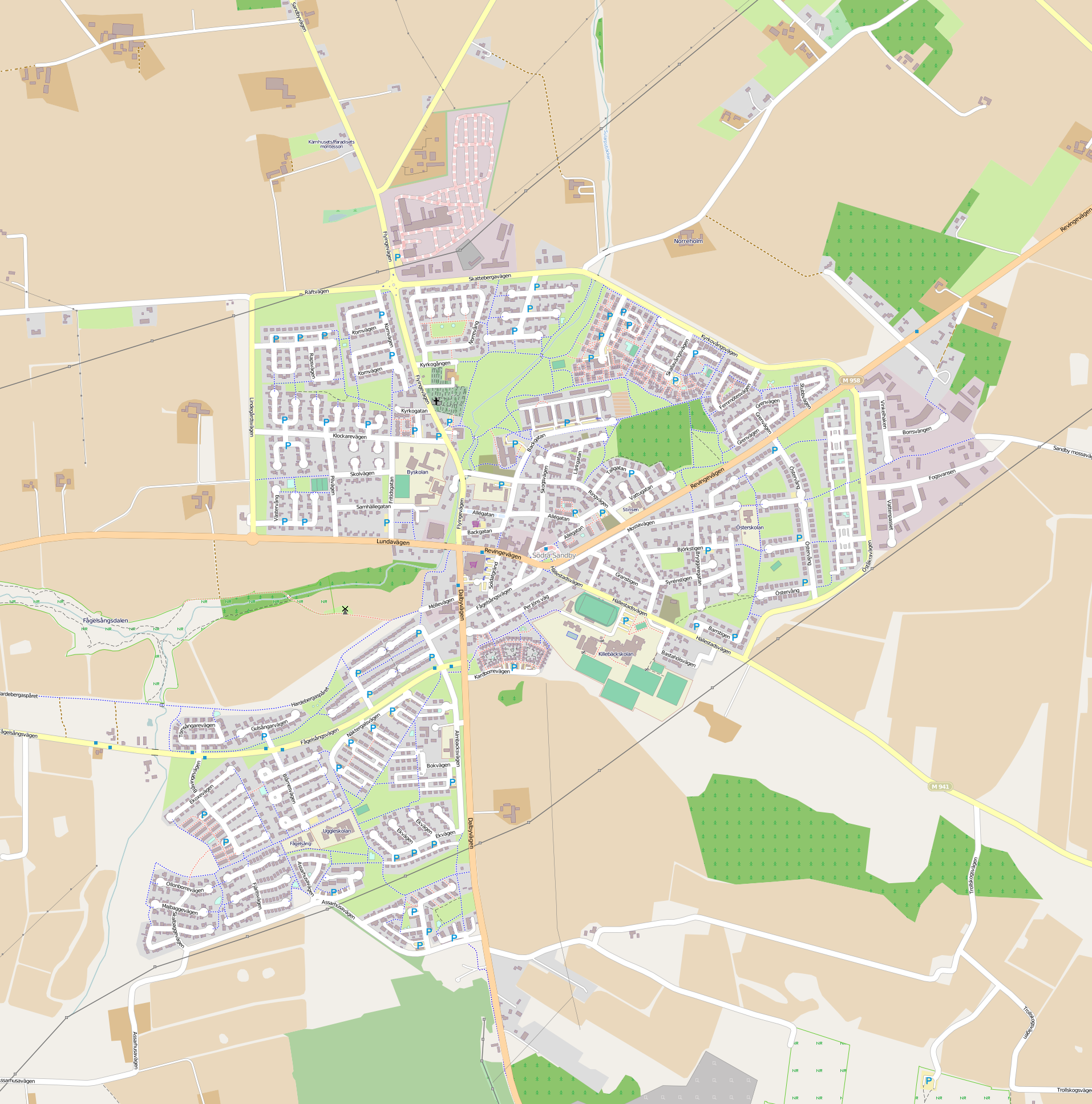
Karta över Södra Sandby.

Väster om Södra Sandby centrum står ett bränneri som uppfördes 1903 av ett antal bönder och användes fram till 1970-1971. På 1960-talet var Södra Sandby en av Skånes största råsprittillverkare, men  lades ner då vin- och sprittillverkarna i Åhus startade ett bränneri i Tings Nöbbelöv. Bränneriet har omvandlats till bostäder, efter att under en tid ha använts som förrådsutrymme av Lunds kommuns parkförvaltning.
Sandbymöllan är en väderkvarn av holländartyp från 1820-talet vid infarten från Lund. Den ägs av Lunds kommun och försågs 1974 med nya vingar.  

### Handel
Vid korsningen Flyingevägen/Dalbyvägen och Lundavägen/Revingevägen invigdes handelsfastigheten "Södra Sandby Centrum",  med en stor dagligvarubutik, som har sitt ursprung i en 1927 grundad charkuterirörelse.
Kooperativa föreningen Fenix och Lunds arbetares bageriförening öppnade butik i Södra Sandby 1939. Södra Sandbys Konsum-butik, som från 1970-talet låg på Backgatan och senare benämndes Coop Nära, lades ner i juni 2017.

### Bankväsende
Södra Sandby sparbank grundades 1919 och uppgick 1941 i Torna, Bara och Harjagers härads sparbank. Därefter hade Tornabanken och dess efterföljare ett kontor i Södra Sandby. Södra Sandby fick även ett föreningsbankskontor när det invigdes den 12 februari 1973. Föreningsbankskontoret övertogs 1998 av Färs och Frosta sparbank. De båda bankerna gick senare samman i Sparbanken Skåne, som lämnade Södra Sandby år 2019.

## Skolor
I samhället finns fyra skolor: Österskolan, Killebäckskolan, Byskolan och Uggleskolan.
Uggleskolan byggdes 1977. En stor del av skolan brann ner 1997. Branden inträffade samma dag som skolavslutningen, orsakad av en kaffekokare som inte stängts av. Skolan återuppbyggdes samma år.
Killebäckskolan är den enda högstadieskolan i Södra Sandby. En stor del av skolan förstördes i en brand januari 2009, förorsakad av fyrverkeripjäser

## Kultur och fritid
Den ideella föreningen Byahusets Vänner driver Byahuset i Södra Sandby, med bland annat Teater Trycket.

## Sport
Den ledande idrottsföreningen är Södra Sandby IF med cirka 800 medlemmar. Föreningen bedriver fotboll och friidrott. I byn finns även en innebandyförening vid namn IBK Lund, som är en sammanslagning av SödraDal och Lugi IBF. SödraDal var en hopslagning av Södra Sandby IBF och IBK Dalby.
Förutom fotboll är tennis en stor sport i Södra Sandby.[källa behövs] Tennisverksamheten drivs i Södra Sandby TK regi sedan bildandet 1967. Klubben har cirka 250 medlemmar och tre grusbanor och en egen tennishall med två banor som är byggd 2019.
Södra Sandby Jujitsuklubb är en förening som bedriver träning i den japanska kampkonsten jujutsu och grundades 1984 av Anders Slätteryd som fortfarande är huvudinstruktör. Från början användes idrottshallen på Österskolan. Efter några år på Uggleskolan har klubben idag en egen lokal i byahuset i byns centrum. Klubben är medlem i Svenska Budo & Kampsportsförbundet och har cirka 60 medlemmar.
FK Trampen är en cykelklubb i Södra Sandby. Klubben har många medlemmar och är väldigt framgångsrik ungdomsmässigt. Den blev rankad 3:a i Sverige 2009. 2011 blev klubben bästa ungdomsklubb i Sverige. Martin Rittsel som är fostrad i klubben har förmodligen stått för några av de största framgångarna med bland annat deltagande i Tour de France år 2000.
Sandby ideella Träningscenter med över 1000 medlemmar, är en av Södra Sandbys största ideella föreningar. Sandby ideella Träningscenter började som en judoklubb men har sedan utökat sin verksamhet med mer kampsport, fitness och ett gym.
I Södra Sandby finns också ett Nordic Wellness gym, som ligger i centrumhuset på tredje våningen.

## Personer från orten
Från orten kommer musikern Magnus Tingsek, ryttaren Rolf-Göran Bengtsson, innebandyspelaren Ida Sundberg och fotbollsspelaren Tobias Malm.  